# Anja Göritz
Anja Göritz (* 2. September 1972 in Aschersleben) ist eine deutsche Psychologin und seit 2011 Professorin für Wirtschaftspsychologie an der Albert-Ludwigs-Universität Freiburg.

## Leben
Anja Göritz studierte Psychologie in Leipzig und Lyon. Sie schloss ihre Promotion zum Thema "Web-based mood Induction" im Februar 2002 an der Universität Erlangen-Nürnberg ab. Dort habilitierte sie sich auch im Jahr 2006. Im Anschluss war sie Vertretungsprofessorin an der Universität Würzburg. Dort erhielt sie auch einen Ruf auf eine unbefristete Professur für Arbeits- und Organisationspsychologie. Im Jahr 2011 wechselte Göritz an die Universität Freiburg. Sie leitete dort bis 2022 die Abteilung für Wirtschaftspsychologie.
Göritz war Geschäftsführende Herausgeberin der Zeitschrift für Arbeits- und Organisationspsychologie.

## Publikationen
Göritz ist Autorin oder Koautorin von über 100 Publikationen.
Wichtigste Arbeiten:
- Friederike Schultz, Sonja Utz, Anja Göritz: Is the medium the message? Perceptions of and reactions to crisis communication via twitter, blogs and traditional media. Public Relations Review, Band 37, Heft 1, 2011, Seiten 20–27, ISSN 0363-8111, doi:10.1016/j.pubrev.2010.12.001
- Marc Hassenzahl, Sarah Diefenbach, Anja Göritz: Needs, affect, and interactive products – Facets of user experience. Interacting with Computers, Band 22, Heft 5, 2010, Seiten 353–362, doi:10.1016/j.intcom.2010.04.002